# Els Desposseïts
Els Desposseïts (títol original: The Dispossessed: An Ambiguous Utopia) és una novel·la de ciència-ficció utòpica anarquista del 1974 de l'escriptora nord-americana Ursula K. Le Guin, una de les seves set novel·les Cicle Hainish. És un dels pocs llibres que ha guanyat els tres premis Hugo, Locus i Nebula a la millor novel·la. Va aconseguir un grau de reconeixement literari inusual per a la ciència-ficció a causa de la seva exploració de temes com l'anarquisme i les societats revolucionàries, el capitalisme, la utopia, l'individualisme i col·lectivisme.
Presenta el desenvolupament de la teoria matemàtica subjacent a un ansible fictici, un dispositiu capaç de comunicar-se més ràpid que la llum (pot enviar missatges sense demora, fins i tot entre sistemes estel·lars) que juga un paper crític en el cicle Hainish. La invenció de l'ansible situa la novel·la, en primer lloc, en la cronologia interna del cicle Hainish, encara que va ser la cinquena publicada.

## Rerefons
En la introducció escrita per l'autora en la reimpressió feta per la Library of America el 2017, Le Guin va reflexionar sobre els seus últims quaranta anys escrivint:
| « | Els Desposseïts va començar com una història breu poc reeixida, que no vaig intentar acabar però no vaig poder deixar estar. Hi havia un llibre, i jo ho sabia, però el llibre havia d'esperar a aprendre el que estava escrivint i com escriure-ho. Necessitava entendre la meva pròpia oposició apassionada a la guerra inacabable que estàvem fent al Vietnam i les protestes continuades a casa [als Estats Units]. Si hagués sabut llavors que el meu país continuaria fent guerres agressives durant la resta de la meva vida, potser hauria tingut menys energia per protestar-hi. Però, sabent només que ja no volia estudiar més la guerra, vaig estudiar la pau. Vaig començar llegint tot un garbuix d'utopies i aprenent més sobre el pacifisme i Gandhi, i la resistència no-violenta. Això em va portar als escriptors anarquistes no-violents com Peter Kropotkin i Paul Goodman. Amb ells vaig sentir una gran afinitat immediata. Tenien sentit per a mi, igual que Laozi. Em van permetre pensar en la guerra, la pau, la política, com ens governem els uns als altres i a nosaltres mateixos, el valor del fracàs i la força del que és feble. | » |

Els pares de Le Guin, els antropòlegs acadèmics Alfred i Theodora Kroeber, eren amics de Robert Oppenheimer; Le Guin va afirmar que Oppenheimer va ser el model de Shevek, el protagonista del llibre.:2

## Significat del títol
S'ha suggerit que el títol de Le Guin és una referència a la novel·la de Dostoievski sobre els anarquistes, Els dimonis (en rus: Бесы, Bésy), traduïda amb el títol The Possessed en algunes edicions en anglès. Molts dels fonaments filosòfics i dels conceptes ecològics provenien de l'anarquisme post-escassetat de Murray Bookchin (1971), segons una carta que Le Guin va enviar a Bookchin. Els ciutadans d'Anarres estan desposseïts no només per elecció política, sinó per la mateixa manca de recursos reals per posseir. Aquí, de nou, Le Guin contrasta amb la riquesa natural d'Urras i els comportaments competitius que això fomenta.

## Ambientació
The Dispossessed està ambientat a Anarres i Urras, els mons habitats bessons de Tau Ceti. Urras està dividit en diversos estats, però està dominat per dues superpotències rivals, A-Io i Thu. Mentre es troba a Urras, el personatge principal passa la major part del seu temps a A-Io, un estat amb una economia capitalista i un sistema patriarcal. L'estat de Thu no és mai visitat, però es diu que té un sistema autoritari que pretén governar en nom del proletariat. A-Io té dissidència a les seves fronteres, incloent-hi alguns partits opositors d'esquerra diferents, un dels quals està estretament vinculat a la societat rival de Thu. Quan es desencadena una revolució a Benbili, la tercera zona important, encara no desenvolupada, d'Urras, A-Io envaeix l'àrea revolucionària ajudada per Thu, generant una guerra per delegació.
La lluna, Anarres, representa una estructura ideològica més idealista: l'anarcosindicalisme. Els Anarresti, que es diuen odonians per la fundadora de la seva filosofia política, van arribar a Anarres des d'Urras fa uns 200 anys. Per tal d'evitar una rebel·lió anarcosindicalista, els principals estats d'Urrasti van donar als revolucionaris el dret de viure a Anarres, juntament amb una garantia de no-ingerència. Abans d'això, Anarres no havia tingut cap assentament permanent, a part d'algunes instal·lacions mineres.
La colonització d'Anarres es produeix després d'una revolució a Urras pels seguidors d'Odo, el personatge central del conte de Le Guin de 1974 El dia abans de la revolució.
La situació econòmica i política d'Anarres i la seva relació amb Urras és ambigua. La gent d'Anarres es considera lliure i independent, després de trencar amb la influència política i social del vell món. Tanmateix, els poders d'Urras consideren que Anarres és essencialment la seva colònia minera, ja que l'enviament anual dels metalls preciosos d'Anarres i la seva distribució a les principals potències d'Urras és un esdeveniment econòmic important del vell món.

### Cronologia teòrica
En l'últim capítol d'Els desposseïts, ens assabentem que el poble hainish va arribar a Tau Ceti 60 anys abans, més de 100 anys després de la secessió dels odonians d'Urras i el seu èxode cap a Anarres. Els terrans també hi són, i la novel·la apareix en algun moment en el futur, segons una cronologia elaborada per l'autor de ciència-ficció Ian Watson el 1975: "la data de referència de l'any 2300 dC per a Els Desposseïts està extreta de la descripció de la Terra en aquest llibre (§11) que ha passat per un col·lapse ecològic i social amb un pic de població de 9.000 milions a una economia de recuperació amb poca població però altament centralitzada". En el mateix article, Watson assigna una data del 4870 dC a La mà esquerra de la foscor; ambdues dates són problemàtiques: com diu el mateix Watson, es contradiuen amb "l'afirmació de Genly Ai que els terrans 'eren ignorants fins fa uns tres mil anys dels usos del zero'".

## Història
Els capítols s'alternen entre els dos planetes i entre el present i el passat. Els capítols parells, que estan ambientats a Anarres, tenen lloc cronològicament primer i els segueixen els capítols senars, que tenen lloc a Urras. Les úniques excepcions es donen al primer i al darrer capítol: el primer té lloc tant a la lluna com al planeta; l'últim té lloc en una nau espacial.
| Ordre cronològic dels capítols            |
| ----------------------------------------- |
| 2, 4, 6, 8, 10, 12, 1, 3, 5, 7, 9, 11, 13 |

### Anarres (capítols 2, 4, 6, 8, 10, 12)
El primer capítol comença in medias res. El protagonista Shevek és un físic anarresti que intenta desenvolupar una teoria temporal general. La física del llibre, Principis de la Simultaneïtat, descriu el temps com una estructura molt més profunda i complexa del que s'entén. Incorpora no només les matemàtiques i la física, sinó també la filosofia i l'ètica. Shevek troba la seva obra bloquejada per un superior gelós, en Sabul, que controla la publicació dels manuscrits a Anarres. Com que les seves teories entren en conflicte amb la filosofia política imperant, Shevek creu que les seves idees són discordants amb la societat d'Anarres. Durant la seva estada a Abbenay, es troba amb vells coneguts de la seva adolescència i amb la seva mare, la Rulag. També recupera la relació amb la Takver, amb qui inicia una relació i tenen una filla junts, la Sadik.
El treball d'en Shevek es veu encara més interromput per la seva obligació social de fer treballs manuals durant una gran sequera a Anarres. Per garantir la supervivència en un entorn dur, la gent d'Anarres ha de posar les necessitats de la societat per davant dels seus propis desitjos personals, de manera que en Shevek fa treballs agrícoles durs en un desert polsegós durant quatre anys en comptes de treballar en la seva investigació. Després de la sequera, es disposa a anar a Urras on havia guanyat un premi prestigiós per la seva obra, per acabar i publicar la seva teoria amb l'ajuda del sindicat que va crear per distribuir les seves obres. El seu contacte amb erudits d'Urras i la seva decisió de viatjar es tradueixen en una agitació política a Anarres. En Shevek és acusat per Sabul de ser un traïdor i d'amenaçar amb la separació política entre els dos mons. Creient que la seva teoria beneficiarà els anarrestis i la societat en general, Shevek s'embarca cap a Urras.

### Urras (capítols 1, 3, 5, 7, 9, 11)
El viatge de Shevek a l'únic port espacial d'Anarres és ple d'esdeveniments. Després d'haver estat considerat un traïdor per alguns grups del planeta, en Shevek gairebé mor mentre una turba enfadada intenta impedir-li pujar a la nau espacial a A-Io. L'arribada a A-Io, Urras, d'en Shevek és celebrada pels habitants d'aquest planeta. Aviat entra en conflicte amb les convencions socials, sexuals i polítiques de la societat capitalista jeràrquica d'Urras. El seu desacord augmenta més amb l'esclat de la guerra a Benbili, en la qual A-Io està involucrada juntament amb la potència rival de Thu. A la Universitat Ieu Eun, Shevek lluita per ensenyar als estudiants Urrasti i és manipulat pels físics d'allà, que esperen que el seu avenç en la teoria general Temporal els permeti construir una nau més ràpida que la llum. Una nota misteriosa que li demana que s'uneixi als seus "germans" espanta Shevek, sabent que altres anarquistes amb idees afins es troben a Urras, a l'ombra. Finalment, en un sopar, un Shevek borratxo denuncia públicament els seus companys urrastis, renyant-los per les seves vides materialistes, abans de provocar una trobada sexual desastrosa que allunya encara més Shevek dels seus companys. S'adona que la teoria que proposa serà capitalitzada pels urrastis per a una possible guerra, no per al benefici de la societat. En Shevek s'escapa de la universitat, contacta amb un grup revolucionari clandestí a partir de la nota que va trobar, i s'uneix a una protesta obrera a Nio Esseia que és reprimida violentament. Fuig a l'ambaixada de la Terra, on els demana que transmetin la seva teoria a tots els mons. Els terrans li proporcionen un pas segur de tornada a Anarres.

### A bord delDavenant(capítol 13)
Per viatjar interplanetari al seu món, Anarres, Shevek es mostra al voltant d'una nau espacial Hainish. Es descriu la cultura Hainish. Un home Hainish anomenat Ketho, que simpatitza amb el pensament odonià, vol desembarcar amb en Shevek quan aterren a Anarres. Sense saber si els anarrestis el donaran la benvinguda amb els braços oberts, en Shevek continua content pensant en la seva família mentre la nau espacial comença a aterrar.

## Temes

### Simbolisme
L'ambigüitat de la situació econòmica i política d'Anarres en relació amb Urras es manifesta simbòlicament en el mur baix que envolta l'única plataforma d'elairament espacial d'Anarres. Aquest mur és l'únic lloc del planeta anarquista on es poden veure signes de "Prohibit el pas", i és on comença i acaba el llibre. La gent d'Anarres creu que el mur divideix un món lliure de la influència corruptora de les naus d'un opressor. D'altra banda, el mur podria ser un mur de presó mantenint la resta del planeta empresonada i aïllada. La vida d'en Shevek intenta respondre aquesta pregunta.
A més del viatge d'en Shevek per respondre preguntes sobre el veritable nivell de llibertat de la seva societat, el significat de les seves pròpies teories s'integren en la trama; no només descriuen conceptes físics abstractes, sinó que també reflecteixen els alts i baixos de la vida dels personatges i la transformació de la societat Anarres. Una dita sovint citada al llibre és "el viatge veritable és el retorn". El significat de les teories de Shevek —que tracten sobre la naturalesa del temps i la simultaneïtat— han estat objecte d'interpretació. Per exemple, hi ha hagut interpretacions que la naturalesa no lineal de la novel·la és una reproducció de la teoria d'en Shevek.

### Anarquisme i capitalisme
Al pròleg de la recopilacio de les novel·les Hainish, Le Guin assenyala la seva "afinitat gran i immediata" amb els pensadors anarquistes Peter Kropotkin i Paul Goodman. També escriu que "l'odonisme és anarquisme" i estableix paral·lelismes amb Emma Goldman, el taoisme i Percy Bysshe Shelley. Per a Le Guin, "l'objectiu principal de l'anarquisme és l'Estat autoritari (capitalista o socialista); el seu principal tema moral-pràctic és la cooperació (solidaritat i ajuda mútua)".
Tant a Anarres com a Urras, es produeixen molts conflictes entre aquests principis anarquistes i les limitacions imposades per l'autoritat i la societat. A Anarres no hi ha lleis escrites. Tanmateix, a la pràctica, hi ha convencions fortes sobre com s'han de fer la majoria de les coses que frustren en Shevek al llarg de la novel·la. Tampoc s'utilitzen diners i, en canvi, els Anarrestis confien en la base de dades DivLab per combinar el treball voluntari amb les tasques de treball. Mitjançant aquestes convencions i institucions, Els Desposseïts representa una "alternativa al capitalisme" anarquista-sindicalista. L'economia computacional de Le Guin combina un pla econòmic central per a la societat amb la presa de decisions democràtica en un model sindicalista, eficiència burocràtica i computacional i una tensió negociada entre el federalisme sindical, l'autonomia individual i el perill de l'autoritat centralitzada".
La llengua que es parla a Anarres també reflecteix l'anarquisme. El pràvic és una llengua planificada com l'esperanto. El pràvic reflecteix molts aspectes dels fonaments filosòfics de l'anarquisme utòpic. Per exemple, es desaconsella molt l'ús dels possessius, una característica que també es reflecteix en el títol de la novel·la. Els nens estan entrenats per parlar només de temes que interessen als altres; qualsevol altra cosa és "egoitzar" (pàg. 28-31). No hi ha propietat de cap mena. La filla d'en Shevek, en conèixer-lo per primera vegada, li diu: "Pots compartir el mocador que jo faig servir", en lloc de "Et deixo el meu mocador", transmetent així la idea que el mocador no és propietat de la noia, només el fa servir.

### Utopisme
De vegades es diu que l'obra representa un renaixement modern del gènere utòpic. Quan es va publicar per primera vegada, el llibre incloïa el lema: "The magnificent epic of an ambiguous utopia!" ("La magnífica èpica d'una utopia ambigua!") que va ser escurçat pels fans a "Una utopia ambigua" i adoptat com a subtítol en determinades edicions.
Le Guin aporta les seves pròpies innovacions a la tradició literària de la utopia. Moltes novel·les utòpiques anteriors presentaven un visitant a la utopia, com a dispositiu per ensenyar al lector sobre les seves institucions. Tanmateix, The Dispossessed inverteix això, fent que en Shevek, insatisfet amb la seva vida a Annares, viatgi a Urras. Els desposseïts tampoc no pretén retratar Anarres com una societat absolutament bona, sinó només com "ambiguament bona".
Tom Moylan descriu Els Desposseïts com "la més coneguda i la més popular de les utopies crítiques publicades a la dècada del 1970". La ficció utòpica "crítica" continua abraçant ideals utòpics, però té cura de ser massa prescriptiva i tendeix a centrar-se en "la presència contínua de la diferència i la imperfecció dins la mateixa societat utòpica". Els Desposseïts comparteix amb moltes utopies crítiques posteriors, com ara la sèrie Culture d'Iain M. Banks i Trouble on Triton de Samuel R. Delany, un enfocament en els descontentaments de la utopia i un interès en com la societat utòpica interactua amb els seus veïns.

### Feminisme
Hi ha cert desacord sobre si Els desposseïts s'ha de considerar una utopia feminista o una novel·la feminista de ciència-ficció. Segons Mary Morrison, de la Universitat Estatal de Nova York a Buffalo, els temes anarquistes d'aquest llibre també ajuden a promoure els temes feministes. Altres crítics, com William Marcellino també de la Universitat de Buffalo i Sarah LeFanu, autora de "Popular Writing and Feminist Intervention in Science Fiction", argumenten que hi ha diferents matisos antifeministes al llarg de la novel·la.
Morrison argumenta que els ideals del taoisme retratats per Le Guin, la celebració del treball i el cos, i el desig de llibertat sexual en una societat anarquista contribueixen en gran manera al missatge feminista del llibre. El taoisme, que rebutja els dualismes i les divisions a favor d'un equilibri Yin i Yang, crida l'atenció sobre l'equilibri no només entre els dos planetes, sinó entre els habitants masculins i femenins. La celebració del treball a Anarres neix d'una celebració del part d'una mare, centrada en la creació de vida més que en la construcció d'objectes. La llibertat sexual d'Anarres també contribueix al missatge feminista del llibre.
D'altra banda, alguns crítics creuen que els temes feministes de Le Guin són dèbils o no hi són presents. Alguns creuen que la interdependència taoista entre els gèneres en realitat debilita el missatge feminista de Le Guin. Marcellino creu que els temes anarquistes de la novel·la tenen prioritat i eclipsen qualsevol tema feminista. Lefanu afegeix que hi ha una diferència entre els missatges feministes que presenta explícitament el llibre i els matisos antifeministes. Per exemple, el llibre diu que les dones van crear la societat a Anarres. Tanmateix, els personatges femenins semblen secundaris al protagonista masculí, que sembla ser un heroi masculí tradicional; Lefanu assegura que aquesta subversió debilita qualsevol missatge feminista que Le Guin intentava transmetre.

### Abolició de la presó
Odo, la fundadora de la societat Anarresti, va escriure les seves obres més influents durant nou anys de presó. El mateix Anarres no té presons. La seva naturalesa postcarcelària es fa evident en el capítol dos, quan un grup d'escolars Annaresti aprenen sobre les presons a la seva lliçó d'història. El professor descriu les presons "amb la reticència pròpia d'un adult decent obligat a explicar una obscenitat a un grup de nens. Sí, els va dir, una presó era un lloc on un Estat posava gent que desobeïa les seves lleis". Fascinats per aquesta "perversitat", els escolars construeixen la seva pròpia presó i en detenen un dels seus. Finalment, estan horroritzats per l'experiència.
L'empresonament metafòric també és un tema important a la novel·la. Tant a la part d'Urrasti com a l'Anarresti de la novel·la, "una vegada rere l'altra, la qüestió de qui està sent tancat o dins, de quin costat de la paret es troba, és el focus de la narració". Mark Tunik subratlla que el mur és la metàfora dominant de les restriccions socials a Els Desposseïts. Mentre està a Urras, Shevek colpeja "el mur de l'encant, la cortesia, la indiferència". Més tard assenyala que va deixar que "s'aixequés un mur al seu voltant" que li impedia veure els pobres d'Urras. Havia estat absorbit pels murs de somriures dels rics, i no sabia com trencar-los. Shevek en un moment especula que la gent d'Urras no és realment lliure, precisament perquè tenen tantes parets construïdes entre la gent i són tan possessius. Diu: "Tots sou a la presó. Cadascú sol, solitari, amb un munt del que té. Viu a la presó, mor a la presó. És tot el que puc veure als vostres ulls: el mur, el mur!".
No és només l'estat d'ànim dels que estan dins de les presons el que preocupa a Shevek, també n'observa l'efecte sobre els que estan fora dels murs. Steve Grossi diu: "Construint un mur físic per mantenir-hi el mal a dins, construïm un mur mental mantenint-nos-en fora, juntament amb els nostres pensaments i la nostra empatia". El mateix Shevek diu més tard: "els qui construeixen murs són els seus propis presoners".

## Publicació
En el procés d'escriptura de llibres de Le Guin, la història acostuma a sorgir a partir d'un personatge més que d'un esdeveniment, idea, argument o societat. La història darrere d'Els Desposseïts va néixer a través d'una visió d'un físic masculí, de cara prima, ulls clars i orelles grans, possiblement basada en un record de Robert Oppenheimer. Va intentar capturar aquest personatge en una història curta poc reeixida considerada per l'autora una de les pitjors en trenta anys d'escriptura. Aquesta història breu tracta d'un físic que s'escapa d'un planeta gulag cap a un planeta germà proper i ric. En aquest planeta hi té una història d'amor, tanmateix, aquest planeta encara li agrada menys, i se'n torna al gulag. Le Guin va procedir a reescriure la història, començant pel seu nom del protagonista i el seu planeta d'origen, en Shevek d'Utopia, caracteritzat per la seva intel·ligència i ingenuïtat desarmadora. Coneixent només fragments de Thomas More (Utopia), William Morris (Noves d’enlloc), William Henry Hudson (A Crystal Age) i H. G. Wells (Una utopia moderna), la lectura de Le Guin dels socialistes llibertaris moderns va arrodonir el planeta presó d'en Shevek en un lloc on va veure que voldria tornar: Marx i Engels, William Godwin, Emma Goldman, Paul Goodman i, sobretot, Peter Kropotkin i Mary Shelley.
Le Guin va escriure Els Desposseïts el 1973 per ser publicat entre el maig i juny de 1974.

## Recepció crítica
Generalment, la novel·la va rebre crítiques positives. Baird Searles va descriure-la com una "obra extraordinària", dient que Le Guin havia "creat una societat de treball amb un detall exquisit" i "una cultura hipotètica totalment realitzada [així com] personatges vius que respiraven que són productes inevitables d'aquella cultura". Gerald Jonas, escrivint a The New York Times, va dir que "el llibre de Le Guin, escrit en la seva prosa sòlida i senzila, és tan persuasiu que hauria de posar fi a l'escriptura d'utopies prescriptives durant almenys 10 anys". Theodore Sturgeon va elogiar Els Desposseïts com "un llibre ben escrit i ben compost", dient que "realitza una de les funcions principals [de la ciència-ficció], que és crear un altre tipus de sistema social per veure com funcionaria. O si funcionaria."
Lester del Rey, però, va donar a la novel·la una crítica mixta, citant la qualitat de l'escriptura de Le Guin, però afirmant que el final es tracta d'un deus ex machina que "destrueix gran part de la força de la novel·la".

## Adaptacions
El 1987, el programa d'antologia de la ràdio CBC Vanishing Point va adaptar Els Desposseïts en una sèrie de sis episodis de 30 minuts.
El 5 d'octubre de 2021, es va anunciar que 1212 Entertainment and Anonymous Content adaptarien la novel·la a una sèrie limitada.

## Traduccions
| - Azerbaijani: Mülksüzlər, 2021 - Bulgarian: Освободеният - Chinese (Simplified): 一无所有, 2009 - Chinese (Traditional): 一無所有, 2005 - Catalan: Els desposseïts, 2018 - Croatian: Ljudi bez ičega, 2009 - Czech: Vyděděnec, 1995 - Danish: De udstødte : en socialistisk utopi, 1979 - Dutch: De Ontheemde - Estonian: Ilmajäetud, 2018 - Finnish: Osattomien planeetta, 1979 - French: Les Dépossédés, 1975 - Georgian: განპყრობილები, 2018 - German: Planet der Habenichtse, 1976, later Die Enteigneten, 2006, later Freie Geister, 2017 - Greek: Ο αναρχικός των δύο κόσμων | - Hebrew: המנושל,‎ 1980; later בידיים ריקות,‎ 2015 - Hungarian: A kisemmizettek, 1994 - Italian: I reietti dell'altro pianeta, later Quelli di Anarres, 1976 - Japanese: 所有せざる人々, 1980 - Korean: 빼앗긴 자들, 2002 - Polish: Wydziedziczeni - Portuguese: Os Despossuídos, Os Despojados - Romanian: Deposedaţii, 1995 - Russian: Обездоленные, 1994, Обделённые, 1997 - Serbian: Čovek praznih šaka, 1987 - Spanish: Los desposeídos, 1983 - Swedish: Shevek, 1976; De obesuttna, 2020 - Turkish: Mülksüzler, 1990 - persa: خلع‌شدگان, 2018 |